# 洛卡水庫
67°49′12″N 27°45′00″E / 67.82000°N 27.75000°E

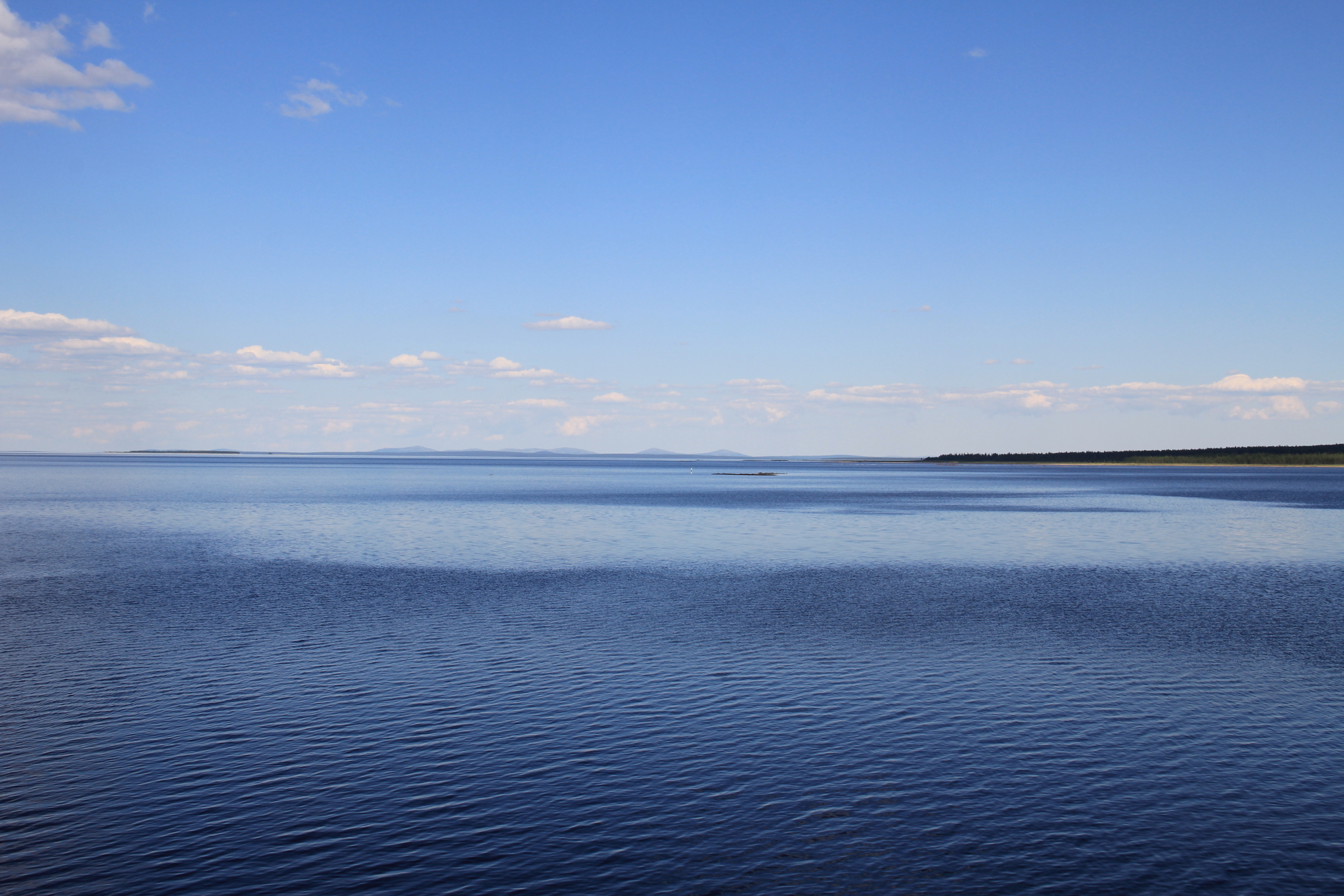
洛卡水庫

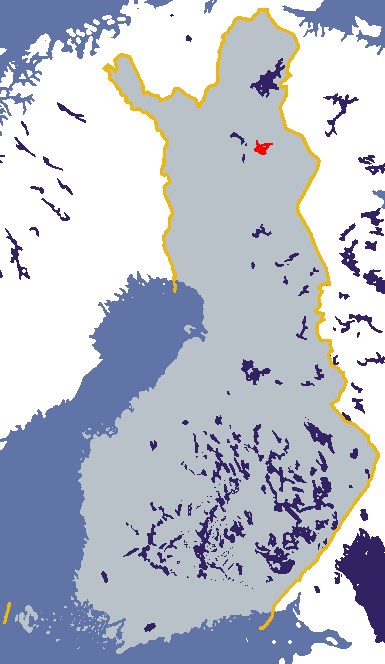
水庫位置（紅色範圍）

洛卡水庫（芬蘭語：Lokan tekojärvi）是芬蘭的水庫，位於該國北部索丹屈萊，始建於1967年，面積417平方公里，集水區面積2,352平方公里，海拔高度245米，蓄水量21億立方米。